# Lư Văn Điền
Lư Văn Điền (sinh 1938) là đại biểu Quốc hội Việt Nam khóa X. Ông thuộc đoàn đại biểu Cần Thơ.
Tên thường gọi: Lư Văn Điền (Tám Thanh)
Ngày sinh: 25/12/1938
Giới tính: Nam
Dân tộc: Kinh
Tôn giáo: Không
Quê quán: Xã Nhơn Nghĩa, huyện Châu Thành, Cần Thơ
Trình độ chính trị: Cao cấp
Trình độ chuyên môn: Cao cấp Lý luận chính trị
Nghề nghiệp, chức vụ: Uỷ viên TW Đảng, Bí thư Tỉnh uỷ, Chủ tịch HĐND Tỉnh, Trưởng Đoàn ĐBQH tỉnh Cần Thơ
Nơi làm việc: Hội đồng nhân dân tỉnh Cần Thơ
Nơi ứng cử: Cần Thơ
Đại biểu Quốc hội khoá: X
Đại biểu chuyên trách: Địa phương
Đại biểu Hội đồng nhân dân: Không